# Torneo de Los Cabos 2016
El Abierto Mexicano Los Cabos 2016 es un torneo de tenis. Pertenece al ATP Tour 2016 en la categoría ATP World Tour 250. El torneo tuvo lugar en la ciudad de Los Cabos, México, desde el 6 hasta el 14 de agosto de 2016 sobre canchas duras.

## Cabezas de serie

### Individual
| Tenista             | Ranking | Preclasificado |
| Feliciano López     | 19      | 1              |
| Bernard Tomic       | 20      | 2              |
| Ivo Karlović        | 26      | 3              |
| Sam Querrey         | 29      | 4              |
| Alexandr Dolgopolov | 38      | 5              |
| Jérémy Chardy       | 39      | 6              |
| Nicolás Almagro     | 45      | 7              |
| Marcel Granollers   | 47      | 8              |

- Ranking del 1 de agosto de 2016

### Dobles
| Tenista                               | Ranking | Preclasificado |
| Marcel Granollers Feliciano López     | 50      | 1              |
| Robert Lindstedt Aisam-ul-Haq Qureshi | 81      | 2              |
| Mariusz Fyrstenberg Mate Pavić        | 103     | 3              |
| Pablo Carreño Busta Andrés Molteni    | 124     | 4              |

## Campeones

### Individual Masculino
Ivo Karlović venció a  Feliciano López por 7-6(5), 6-2

### Dobles Masculino
Purav Raja /  Divij Sharan vencieron a  Jonathan Erlich /  Ken Skupski por 7-6(4), 7-6(3)